# 구암중학교 (경남)
구암중학교(龜岩中學校)는 대한민국 경상남도 창원시 마산회원구 구암동에 있는 공립 중학교이다.

## 학교 연혁
- 1984년 1월 30일 : 구암중학교 설립 사람인가
- 1984년 3월 5일 : 구암중학교 개교 및 입학식
- 2017년 3월 1일 : 구암중, 구암여중 통합
- 2021년 3월 1일 : 제15대 황원판 교장 취임
- 2023년 2월 9일 : 제37회 졸업식(125명, 누계 12,414명)
- 2023년 3월 2일 : 제40회 입학식(5학급 113명)

## 참고 자료
- 구암중학교 - 한국교육학술정보원 학교알리미